# Percefleur de Mérida
Diglossa gloriosa
Espèce
Statut de conservation UICN

 LC  : Préoccupation mineure
Le Percefleur de Mérida (Diglossa gloriosa) est une espèce de passereaux appartenant à la famille des Thraupidae. Il est endémique de l'Ouest du Venezuela.

Distribution au Venezuela.